# Octet (Reich)
Octet è un brano composto da Steve Reich per otto esecutori. L'organico di octet è composto da un quartetto d'archi, due pianoforti, due fiati (clarinetto, clarinetto basso, flauto traverso, ottavino). La prima mondiale di Octet è stata il 21 luglio 1979, eseguito da membri del Netherlands Wind Ensemble.
Nel 1983 Steve Reich scrive Eight Lines, una brano musicalmente identico a Octet, con la sola differenza che un secondo quartetto d'archi viene aggiunto all'organico iniziale. tale aggiunta ha permesso di ovviare al problema degli archi nel suonare accordi di due note invece che note singole, evitando quindi problemi di intonazione. Attualmente Eight Lines la sola versione eseguibile del brano. 

## Struttura del brano
Octet/Eight Lines è suddiviso in cinque sezioni (blocchi 1-15, 16-30, 31-45, 46-61). È scritto per 8 linee melodico/ritmiche che si susseguono senza soluzione di continuità attraverso
cinque sezioni. Dal punto di vista musicale generale, il brano è caratterizzato dalla sovrapposizione di linee lunghe melodiche del flauto e/o dell'ottavino che si confrontano con brevi pattern degli archi o del clarinetto/clarinetto basso. Le parti dei due pianoforti sono caratterizzante, invece, da una linea ritmica e melodica costante, che conferisce unitarietà all'intero pezzo. 
Le linee melodiche sono spesso costituite a loro volta da piccole cellule alternate a brevi pause (vedi immagine), le quali a loro volta sono riempite dai suoni delle linee degli altri strumenti. Questa tecnica detta dell'"interlocking parts" conferisce al brano un andamento ritmico costante e cangiante allo stesso tempo. 
Octet (come anche le Variations for Winds, Strings and Keyboards) è il risultato di un approfondimento della cantilenazione biblica nell'ambito della liturgia ebraica, che Steve Reich portò avanti alla fine degli anni '70, a seguito di studi compiuti in Israele nell 1977.

## Registrazioni

### Octet
- Steve Reich and Musicians, (ECM New Series)

### Eight Lines
- London Steve Reich Ensemble, diretto da Kevin Griffiths (CP0,2007)
- Ensemble Modern, diretto da Bradley Lubman: conductor (RCA/BMG)
- London Chamber Orchestra, diretto da Christopher Warren-Green (EMI)
- Bang on a Can All-Stars, diretto da Brad Lubman (Cantaloupe)